# Васюта, Сергей Трофимович
Сергей Трофимович Васюта (1922—1943) — Герой Советского Союза, командир разведывательного танка Т-70 отдельной разведывательной роты 9-й гвардейской механизированной бригады 3-го гвардейского механизированного корпуса 47-й армии Воронежского фронта, гвардии младший сержант.

## Биография
Родился 13 августа 1922 года в селе Гордиевка Липовецкого района Винницкой области в семье крестьянина. Украинец.
В раннем возрасте вместе с родителями переехал в город Шахты Ростовской области. В 1938 году окончил 8 классов средней школы № 6 города Шахты. Комсомолец. После окончания школы учился в Горнопромышленном училище при шахте «Пролетарская диктатура», затем работал на шахте «Нежданная» машинистом электровоза.
В 1940 году Васюта был призван в Красную Армию. В боевых действиях впервые принимал участие под Сталинградом в конце 1942 года. Свою первую награду, медаль «За отвагу», получил за уничтожение немецкого танка противотанковыми гранатами.
После окружения немцев под Сталинградом механизированный корпус, где служил Васюта, был переброшен в район станицы Верхне-Кумской, где он на броневике выполнял задания по обеспечению связи со штабом корпуса. В этих боях Васюта уничтожил немецкий бронетранспортёр и немало гитлеровцев. Далее Васюта участвовал в освобождении села Заветное, дрался за станцию Зимовники, прошёл через станицы Пролетарская, Ольгинская, город Новочеркасск. Командование разрешило заехать домой в город Шахты. Короткой была встреча с родными, на фронт вместе с Сергеем ушёл его девятнадцатилетний брат Николай. В разведывательной роте 9-й гвардейской механизированной бригады (3-й гвардейский механизированный корпус, 47-я армия, Воронежский фронт) стал на расчёт экипаж бронемашины братьев Васют.
Позже гвардии младший сержант С. Т. Васюта продолжил воевать уже командиром разведывательного танка Т-70. Участвовал в Курской битве.
8 сентября 1943 года, недалеко от города Гадяч, экипаж Васюты получил задание разведать огневые точки в занятом гитлеровцами населённом пункте. Васюта вывел танк в расположение вражеской пехотной роты, оборонявшейся на окраине села. На самой высокой скорости машина пронеслась по вражеским окопам. Огнём из пулемёта и гусеницами разведчики уничтожили больше десятка гитлеровцев. Васюта решил обойти фланговую немецкую батарею. По дну оврага танк проскочил во вражеский тыл, раздавил орудие вместе с прислугой и продолжал свой дерзкий рейд. Но тут случилось непредвиденное: машина попала в глубокую промоину и забуксовала. Этим воспользовались гитлеровцы: два прямых попадания снарядов — и танк запылал. Оставшиеся в живых командир танка Васюта и водитель Белоножко сумели выбраться из горящей машины. До последнего патрона отстреливались два комсомольца, но оба погибли.
Похоронен С. Т. Васюта в братской могиле в селе Веприк Гадячского района Полтавской области.

## Память

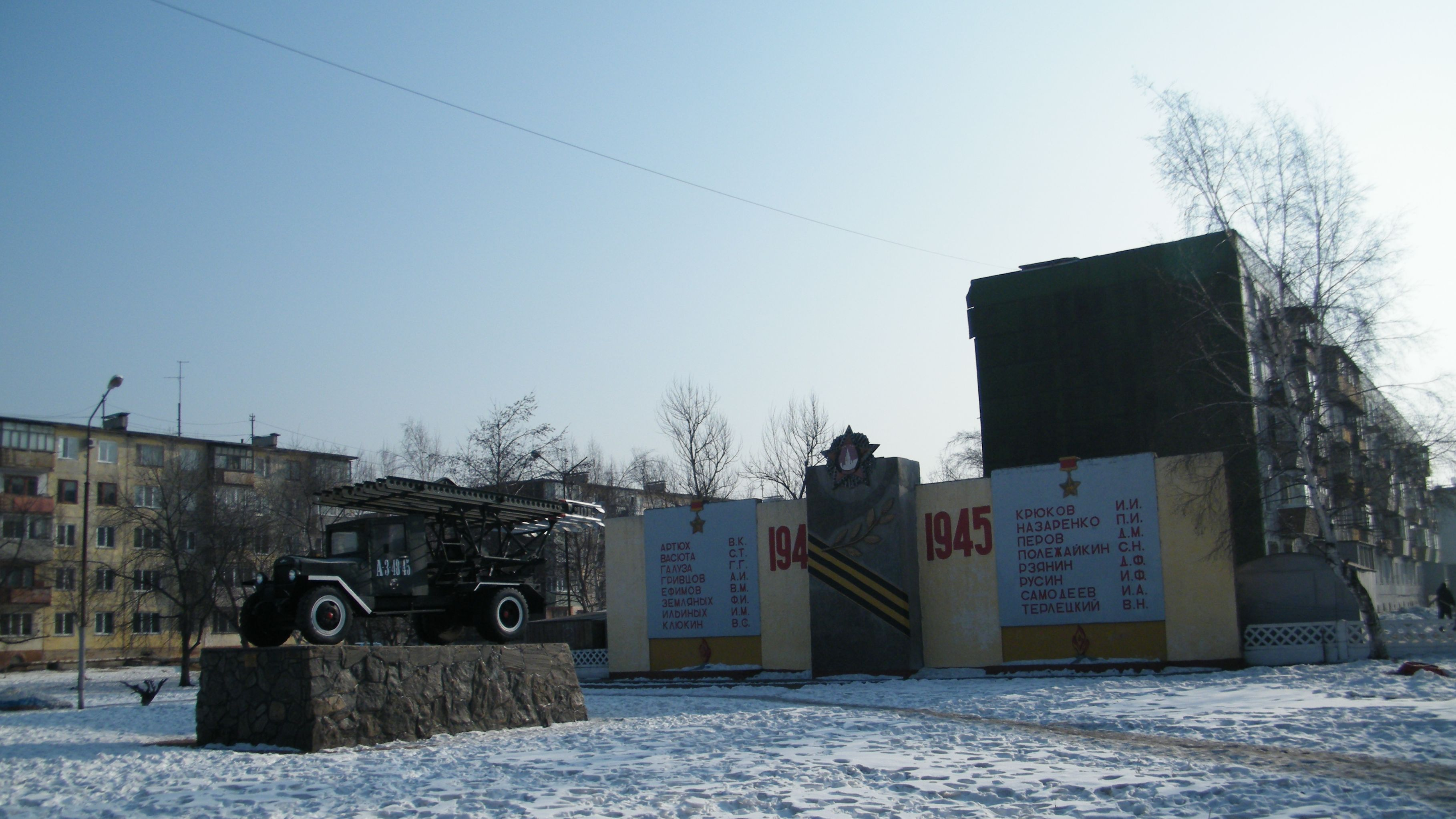
Город Уссурийск, УВВАКУ

- Именем Героя названы школа № 6 (1965 год) и улица в городе Шахты, а также улица в селе Гордиевка.
- На доме, где жил Сергей Трофимович Васюта, по улице Садовой в городе Шахты, установлена мемориальная доска. На могиле установлен памятник.
- Имя воина-водителя, Героя Советского Союза Васюты С. Т. увековечено на стене памяти Уссурийского высшего военного автомобильного командного училища.
- Мемориальная доска в память о Васюте установлена Российским военно-историческим обществом на здании лицея № 6 города Шахты, где он учился.

## Награды
- Указом Президиума Верховного Совета СССР от 3 июня 1944 года за образцовое выполнение боевых заданий командования на фронте борьбы с немецкими захватчиками и проявленные при этом отвагу и геройство Сергею Трофимовичу Васюте было посмертно присвоено звание Героя Советского Союза.
- Награждён орденом Ленина, орденом Красной Звезды, а также медалями, среди которых медаль «За отвагу».